# Siogamaia morioria
Siogamaia morioria is een slakkensoort uit de familie van de Pyramidellidae. De wetenschappelijke naam van de soort is voor het eerst geldig gepubliceerd in 1941 door Laws.